# Nokuthula "Thuli" Sithole
Nokuthula Sithole, também conhecida como Thuli Sithole, é uma modelo sul-africana eleita Miss África do Sul 2005. Representou seu país no concurso Miss Universo 2006 e Miss Mundo 2006. Neste último alcançou o top15. Hoje trabalha como diretora executiva da empresa Royal Global Tours Africa.